# Moskvitsj

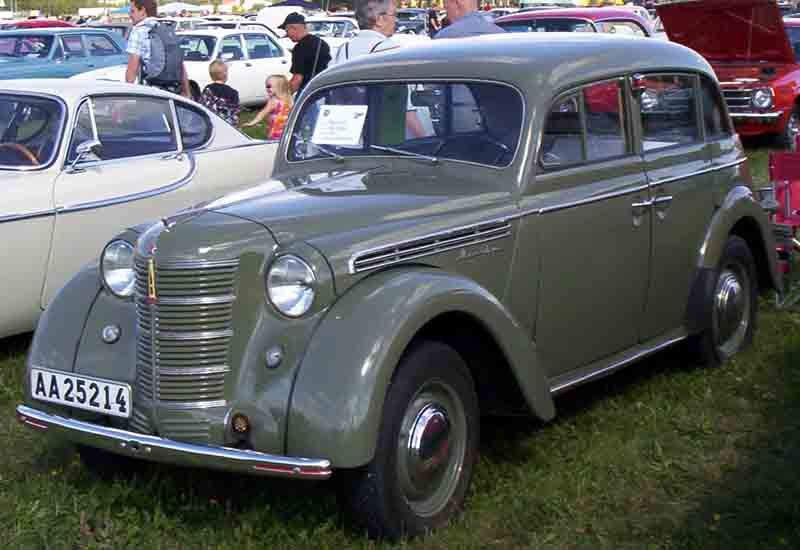
Moskvitsj 400

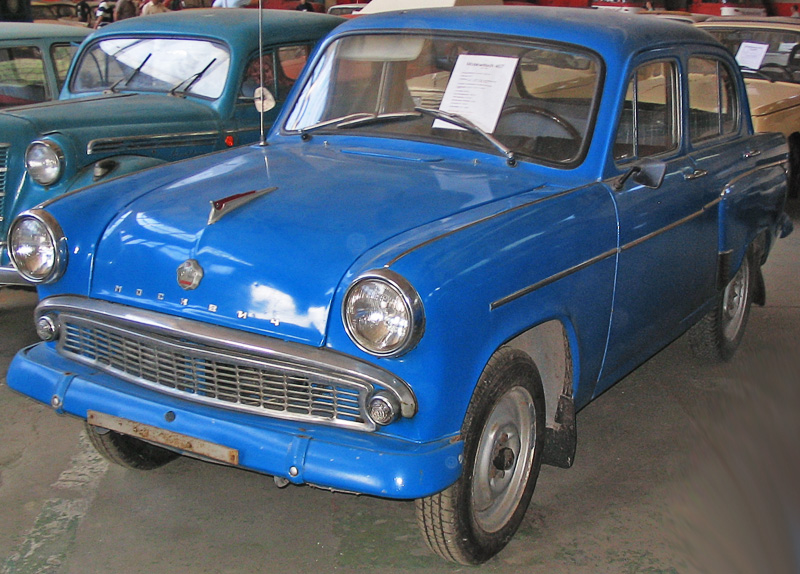
Moskvitsj 403

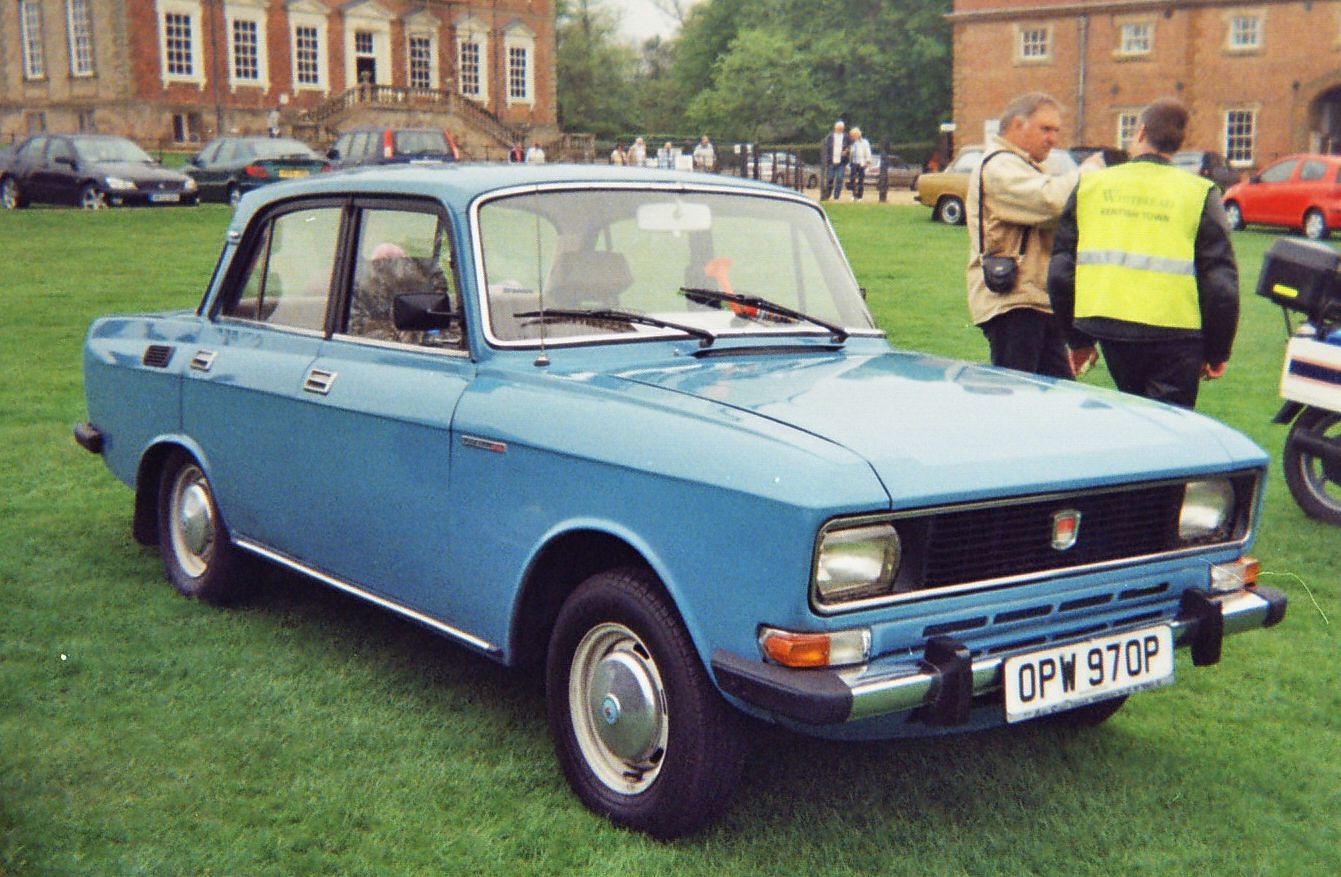
Moskvitsj 1500

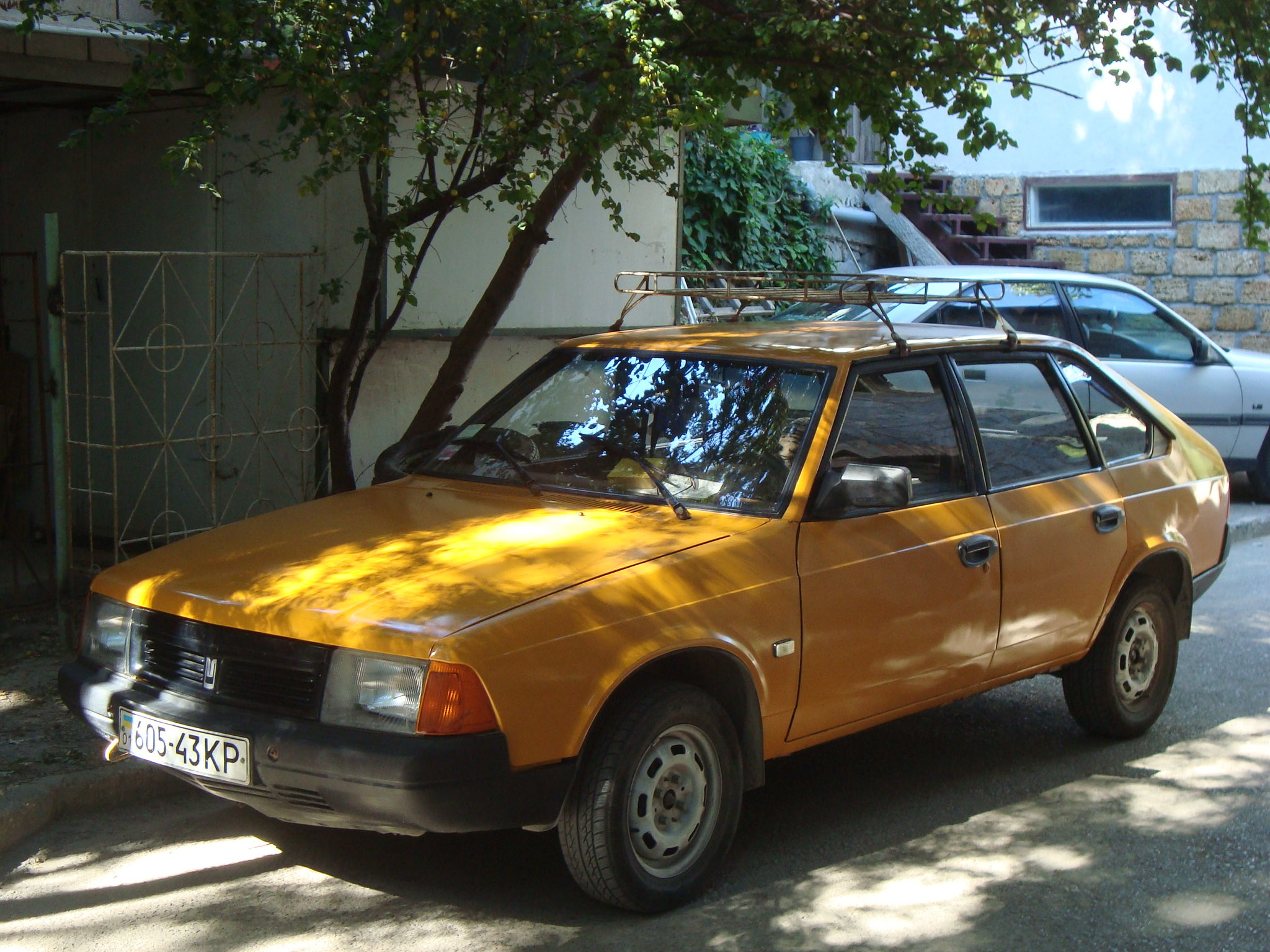
Moskvitsj 2141

Moskvitsj (Russisch: Москвич; "Zoon van Moskou") Sovjet-en Russische automobielfabriek.

## Geschiedenis
Na de Tweede Wereldoorlog nam de Sovjet-Unie de hele fabricagelijn van de Opel Kadett mee uit het Duitse Brandenburg naar Moskou als herstelbetaling  en stichtte daar een fabriek met de naam MZMA (Moskovski Zavod Malolitrazjnych Avtomobilej, "Moskouse Fabriek voor kleinmotorige Automobielen").
In 1968 werd de fabriek hernoemd tot AZLK (Avtomobilni Zavod imeni Leninskogo Komsomola; "Automobielfabriek van de Leninistische Komsomol").
In 1946 begon de productie van de auto genaamd Moskvitsj 400, een kopie van de vooroorlogse Opel Kadett. De auto werd met kleine modificaties gebouwd tot 1954, voor het eerst in de Sovjet-Russische automobielbouw werd daarbij de grens van 100.000 gebouwde exemplaren overschreden. Naast de 4-deurs sedan (114.000 exemplaren, ongeveer 84 procent van de totale productie) waren er ook bestelwagen-, combi- en cabriomodellen.
In 1954, een jaar voor de opvolger 402 verscheen, kreeg het dan 401 genaamde model een sterkere motor. Van de 402 afgeleid werd de combi 423 die in 1957/58 van de band rolde. In 1956 was de productie van de gemodificeerde 407 begonnen, ook daarvan waren talrijke varianten waaronder een vierwielaangedreven versie. In 1963 begon de productie van de 403, nog in de verte afgeleid van de 402 en vanaf 1966 ook in Izjevsk gebouwd. In die fabriek ontstonden ook afgeleide varianten van de Moskvitsj onder de naam IZj.
In 1964 werd in Moskou een auto met moderne pontoncarrosserie voorgesteld: de Moskvitsj 408. Steeds weer verbeterd en met overeenkomstig gewijzigde modelaanduiding (zoals Moskvitsj 2140) werd dit model meer dan 20 jaar gebouwd.
Moskvitsjen waren degelijk uitgevoerde auto's die ook geschikt waren voor de slechtere wegen in Rusland. In de jaren 60 en 70 beleefde het merk zijn gloriedagen, toen de auto's naar vele landen in de wereld werden geëxporteerd. Er was altijd een grotere vraag, dan dat er aanbod was, waardoor kopers vaak lang moesten wachten op hun auto, iets wat overigens bij veel automerken in het Oostblok het geval was.
De Moskvitsj werd ook geproduceerd in Bulgarije tussen 1966 en 1990 op basis van Complete Knock-downbouwpaketten. Daarnaast was er een assemblagelijn in België bij de firma Scaldia-Volga SA, waar de Moskvitsj-auto's naar wens werden uitgerust met dieselmotoren van Peugeot en verkocht werden onder de merknaam Scaldia. Deze naam werd ook in Nederland gevoerd.
Na beoordeling van diverse westerse automodellen, werd door de Sovjet-Russische minister van Automobielindustrie de Simca 1307 uitgekozen als inspiratiebron voor de ontwikkeling van een geheel nieuwe auto die als Moskvitsj 2141 (Aleko 141 of Lada Aleko in exportmarkten) werd geproduceerd van 1986 tot 1998. De productie van diverse doorontwikkelingen op 2141-basis (2141S en 2142) werd gestaakt in 2001.

### Privatisering
Begin jaren 90, na het uiteenvallen van de Sovjet-Unie, raakte de fabriek in moeilijkheden. De fabriek werd een NV (OAO), maar moest uiteindelijk in 2002 het faillissement aanvragen, waarop alle productie werd gestaakt. Verschillende pogingen om het bedrijf nieuw leven in te blazen bleven in de daaropvolgende jaren zonder resultaat, al werd een gedeelte van de fabriek opgekocht door Avtoframos, een joint venture tussen de stad Moskou en de Franse autofabrikant Renault. Avtoframos begon met de assemblage van de Renault Logan op basis van geïmporteerde CKD-bouwpakketten, waarna de productie van andere modellen volgde. Later werd Renault Rusland een volledige dochteronderneming van Renault.

### Heropleving in 2022

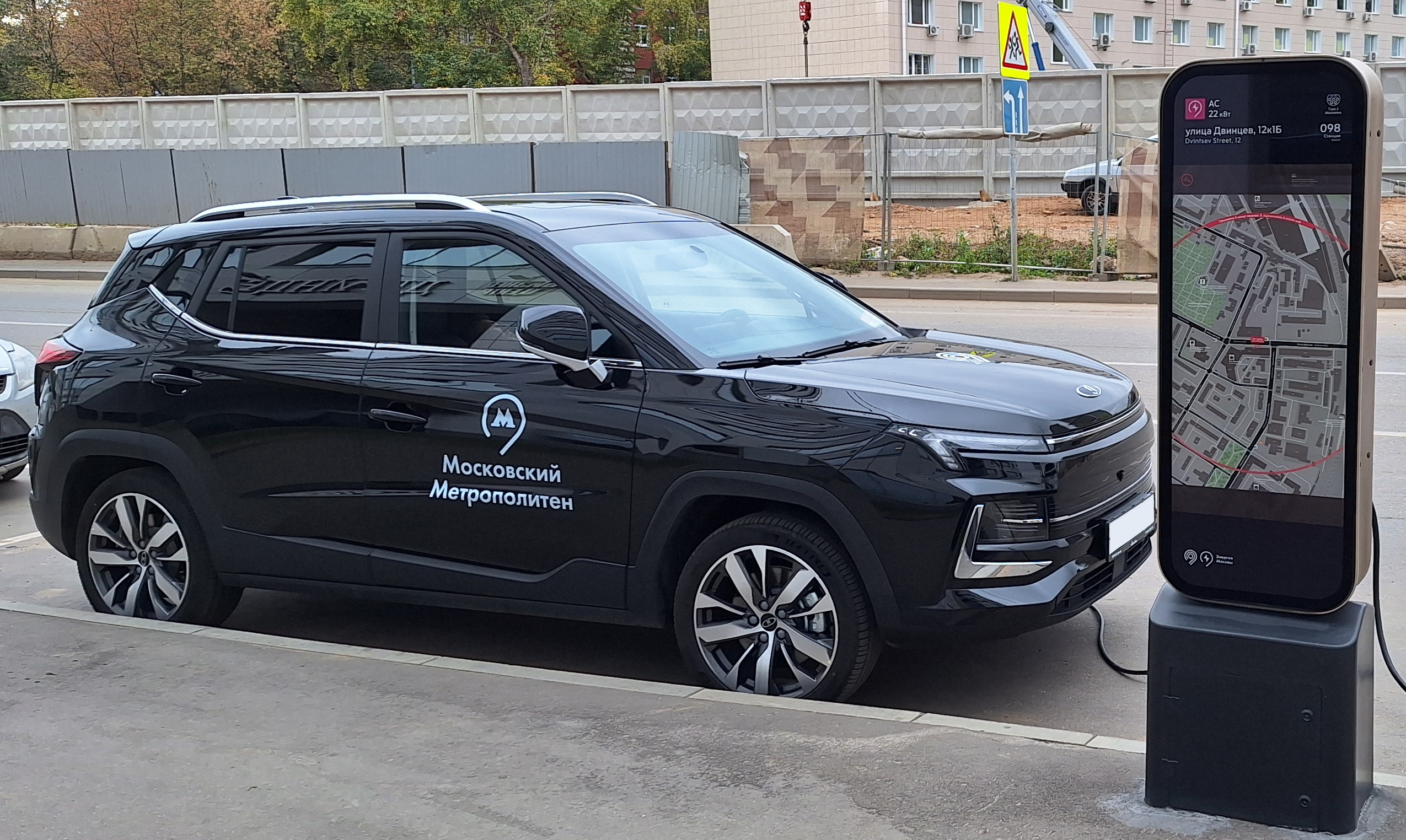
Moskvitch 3e

Op 23 maart 2022 werd, als gevolg van opgelegde sancties vanwege de Russische invasie van Oekraïne in 2022, de autoproductie in de fabriek stopgezet. Op 16 mei 2022 werden alle activa van de fabriek eigendom van de stad Moskou. Tegelijkertijd werd het volledige aandelenpakket van Renault (67,69%) van het AvtoVAZ-concern overgedragen aan NAMI en kreeg Renault een optie om zijn belang in AvtoVAZ terug te kopen.
Op 3 juni 2022 werd Renault Rusland officieel omgedoopt tot NV "Autofabriek van Moskou" Moskvitsj (АО МАЗ «Москвич»). Op 20 oktober 2022 kondigde de burgemeester van Moskou Sergej Sobjanin aan dat de fabriek in december 2022 zou worden heropend. Sobjanin suggereerde daarbij dat de fabriek het centrum van de elektrische auto-industrie zou kunnen worden.
Op 23 november 2022 hervatte de fabriek het werk met de productie van de Moskvitch 3. De cross-over-SUV is een in Moskou geassembleerde Sehol X4 (ook bekend als JAC JS4). De SKD-pakketten worden aangeleverd door de Chinese JAC Group. De ceremonie werd geopend door de eerste vicepremier en minister van Industrie en Handel Denis Manturov en de burgemeester van Moskou. Volgens Manturov zou de verkoop van de nieuwe cross-over in december beginnen. Op 18 januari 2023 verschenen de eerste elektrische cross-overs Moskvitch 3e bij de Russische dealers. De officiële verkoop van de auto startte op 1 februari.